# Tushek TS 900H

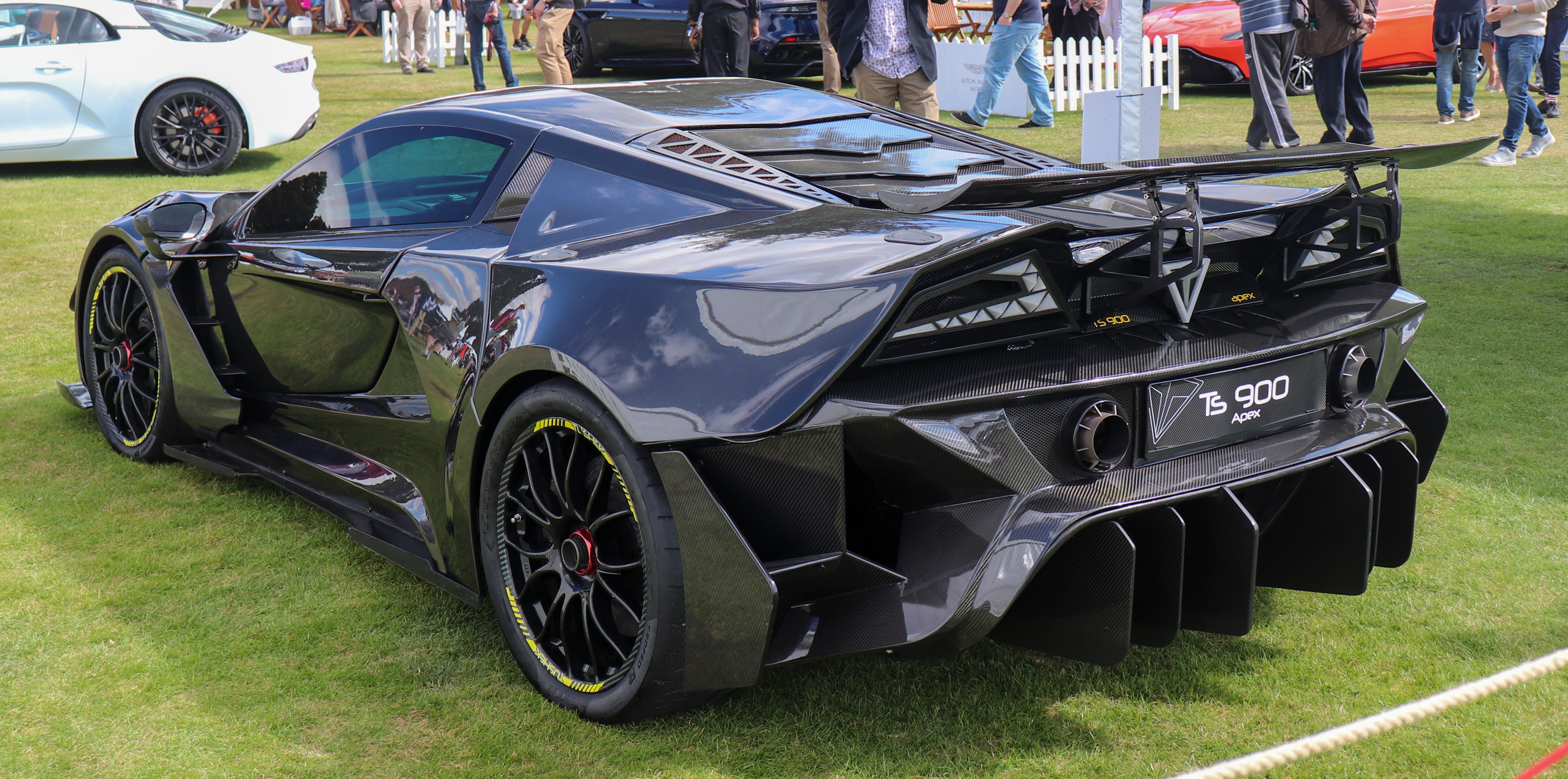
Heckansicht

Der Tushek TS 900H ist ein Supersportwagen des Automobilherstellers Tushek Limited.

## Geschichte
Das auf 36 Exemplare limitierte Fahrzeug wurde im April 2018 auf der Top Marques in Monaco vorgestellt. Das Serienmodell Apex debütierte im April 2022. Vorgesehener Verkaufspreis seien ca. 1,2 Millionen Euro. Die Rennstrecken-Version Racer Pro ist auf zwölf Exemplare limitiert und wurde im Oktober 2021 präsentiert.

## Technische Daten
Angetrieben wird der TS 900H vom aus dem TS 500 und TS 600 bekannten 505 kW (687 PS) starken 4,2-Liter-V8-Ottomotor von Audi und einem 480 kW (653 PS) starken Elektromotor. Auf 100 km/h soll der Supersportwagen in 2,3 Sekunden beschleunigen, die Höchstgeschwindigkeit wird bei 380 km/h elektronisch begrenzt. Die elektrische Reichweite des Fahrzeugs soll 50 km betragen.
|                                             | Tushek TS 900H                |
| Bauzeitraum                                 | seit 2022                     |
| Motorkenndaten                              |                               |
| Motortyp                                    | V8-Ottomotor + Elektromotor   |
| Hubraum                                     | 4163 cm³                      |
| max. Leistung Verbrennungsmotor bei min−1   | 505 kW (687 PS) / 7600        |
| max. Leistung Elektromotor                  | 480 kW (653 PS)               |
| max. Systemleistung                         | 994 kW (1.351 PS)             |
| max. Drehmoment Verbrennungsmotor bei min−1 | 690 Nm / 1900–6300            |
| max. Drehmoment Elektromotor                | 1.000 Nm                      |
| max. Systemdrehmoment                       | 1.680 Nm                      |
| Kraftübertragung                            |                               |
| Antrieb                                     | Hinterradantrieb              |
| Getriebe, serienmäßig                       | sequentielles 6-Gang-Getriebe |
| Messwerte                                   |                               |
| Höchstgeschwindigkeit                       | 380 km/h (abgeregelt)         |
| Beschleunigung, 0–100 km/h                  | 2,3 s                         |
| Beschleunigung, 0–200 km/h                  | 7,4 s                         |
| Beschleunigung, 0–300 km/h                  | 17,2 s                        |
| Luftwiderstandsbeiwert                      | cw = 0,36                     |
| Kraftstoffverbrauch auf 100 km (kombiniert) | k. A.                         |
| elektr. Reichweite                          | 50 km                         |